# Relations entre l'Irak et l'Iran
Les relations entre l’Irak et l’Iran remontent à plus d'un millénaire. La République islamique d'Iran et la République d'Irak partagent une frontière commune longue de 1 458 kilomètres. Les deux pays ont hérité d'une culture commune. Dans l'Antiquité, l'Irak représentait le cœur de la Perse.
L'Iran est le plus important partenaire économique de l'Irak. L'Iran dispose d'une ambassade à Bagdad et de quatre consulats à Bassorah, Souleimaniye, Erbil et Kerbala. L'Irak a une ambassade à Téhéran et trois consulats à Kermanshah, Ahvaz et Mashhad.

## Histoire
Si les deux pays ont pu être alliés dans le cadre du pacte de Bagdad, l'arrivée au pouvoir du Parti Baas en Irak change la donne. 
Le régime de Saddam Hussein décida de s'entendre avec celui du chah Mohammad Reza Pahlavi pour combattre la résistance kurde en Irak. Les accords d'Alger, signés en 1975, officialisent cette alliance. En échange de son soutien à Bagdad contre les Kurdes, le chah obtient des avantages considérables, en particulier un partage de souveraineté sur l’importante voie fluviale du Chatt-el-Arab.
À la suite de la révolution iranienne en 1979, Saddam Hussein envahit l'Iran afin de prendre le contrôle de son industrie pétrolière. La guerre dure huit ans et résulte en un statu quo, l'économie irakienne en sort en lambeaux. Si l'Iran n'a pas participé à la guerre du Golfe en 1991 du côté de la Coalition, il a hébergé en outre sur son territoire de nombreuses organisations politiques chiites irakiennes hostiles à Saddam Hussein.
La chute du gouvernement baasiste en 2003 conduit à la normalisation des relations bilatérales. L'Iran se positionne ainsi comme un allié du gouvernement irakien dans le cadre de la guerre d'Irak, l'opposant à des groupes armés sunnites. En mars 2008, Mahmoud Ahmadinejad a été le premier président iranien à visiter l'Irak depuis la révolution islamique de 1979. 
Le premier ministre irakien Nouri al-Maliki a par ailleurs visité officiellement plusieurs fois l'Iran depuis 2006. Le 19 décembre 2009, cependant, l'Irak déploie ses troupes à la frontière à la suite d'un différend frontalier avec l'Iran, alors que des soldats iraniens auraient pris le contrôle d'un puits pétrolier en territoire irakien.
En 2015, les deux pays participent tous les deux à la coalition Russie-Syrie-Iran-Irak. Celle-ci vise à combattre l'organisation terroriste État islamique.

## Relations économiques
L'Iran joue un rôle important dans le processus de reconstruction irakien. Les exportations non-pétrolières de l'Iran vers l'Irak ont été évaluées à 1,8 milliard de dollars en 2007 et 2,3 milliards de dollars en 2008. Chaque mois, plus de 40 000 Iraniens viennent visiter les sites sacrés chiites de Nadjaf et de Kerbala. L'Irak importe notamment des automobiles, des matériaux de construction, des produits médicaux, des fruits, des épices, des climatiseurs, du mobilier de bureau et des tapis d'Iran.
Le volume du commerce bilatéral devrait doubler passant de 4 milliards de dollars en 2009 à 8 milliards de dollars en 2010. Il atteint 12 milliards en 2013. En 2010, les deux États ont signé plus de 100 accords de coopération économique.